# 小特拉弗斯鎮區 (密歇根州)
小特拉弗斯鎮區（英語：Little Traverse Township）是位於美國密歇根州埃米特縣的一個行政鎮區。

## 地方資料
小特拉弗斯鎮區的面積為52.70平方千米，當中陸地面積為46.50平方千米，而水域面積為6.20平方千米。根據2020年美國人口普查的數據，當地共有人口2657人，而人口密度為每平方千米50.42人。